# گلوکاگون (دارو)
گلوکاگون، که با نام تجاری Baqsimi و دیگر نام‌ها فروخته می‌شود، یک داروی تجویزی و هورمون است. به عنوان یک دارو برای درمان قند خون پایین، مصرف بیش از حد مسدودکننده‌های بتا، مصرف بیش از حد مسدودکننده‌های کانال کلسیم و کسانی که دچار آنافیلاکسی هستند و با اپی‌نفرین بهبود نمی‌یابند، استفاده می‌شود. این دارو از طریق تزریق وریدی، عضلانی یا زیرجلدی تجویز می‌شود. گونه‌ای از این دارو جهت استعمال از بینی نیز موجود است.
عوارض جانبی شایع شامل استفراغ است. سایر عوارض جانبی شامل هیپوکالمی و فشار خون پایین است. مصرف آن در افرادی که دارای فئوکروموسیتوما یا انسولینوما هستند توصیه نمی‌شود. استفاده از آن در دوران بارداری برای نوزاد مضر شناخته نشده‌است. گلوکاگون در خانواده داروهای گلیکوژنولیتیک قرار دارد. این مواد باعث می‌شوند کبد گلیکوژن را به گلوکز تجزیه کند.
گلوکاگون در سال ۱۹۶۰ برای استفاده پزشکی در ایالات متحده تأیید شد. این دارو در فهرست داروهای ضروری سازمان بهداشت جهانی قرار دارد. این دارو شکل سنتز شده از هورمون گلوکاگون است. گلوکاگون در دسامبر ۲۰۲۰ به شکل داروی ژنریک در ایالات متحده در دسترس قرار گرفت.